# Ayrton Sánchez
Ayrton Ariel Sánchez (San Francisco de Asís, provincia de Buenos Aires, 6 de marzo de 2000) es un futbolista argentino. Juega de defensor y su equipo actual es General Caballero, de la Primera División de Paraguay, a préstamo de Brown de Adrogué.

## Carrera

### Central Español
Sánchez hizo inferiores en Banfield y Boca Juniors, siendo este último con el cual firmaría su primer contrato profesional. Al mismo momento de su firma de contrato, fue prestado a Central Español, equipo de la Segunda División Profesional de Uruguay. Debutó en el Palermitano el 2 de junio de 2021 en el empate 0-0 frente a Danubio, ingresando a los 41 minutos del segundo tiempo por Cristian González.
Durante su etapa en el fútbol uruguayo, apenas disputó cuatro encuentros (siendo titular en uno de ellos). Al finalizar el préstamo, el lateral izquierdo oriundo de San Francisco de Asís rescindió su contrato con Boca Juniors.

### Brown de Adrogué
Luego de su efímero paso por el fútbol uruguayo, Sánchez firmó contrato con Brown de Adrogué, equipo de la Primera Nacional. Debutó el 20 de febrero de 2022 en la goleada 3-0 sobre Flandria, siendo titular el joven defensor. En su primera temporada, disputó 14 encuentros por el torneo local, sumado a uno por Copa Argentina contra Atlético Tucumán.
En 2023 su participación en el equipo fue mayor, jugando un total de 22 partidos y siendo titular en 16 de ellos. El equipo terminaría en novena posición, no logrando ingresar al torneo reducido por el segundo ascenso a Primera División.

### Quilmes
En 2024, Sánchez sería presentado como nuevo refuerzo de Quilmes, participante de la segunda categoría del fútbol argentino. Se firmó un préstamo con opción de compra hasta diciembre de 2024.

## Estadísticas

### Clubes
| Central Español · Uruguay | 2.ª                 | 2021                | 4  | 0 | - | - | - | - | 4  | 0 | 0    |
| Central Español · Uruguay | Total club          | Total club          | 4  | 0 | - | - | - | - | 4  | 0 | 0    |
| Brown Argentina | 2.ª                 | 2022                | 14 | 0 | 1 | 0 | - | - | 15 | 0 | 0    |
| Brown Argentina | 2.ª                 | 2023                | 22 | 0 | - | - | - | - | 22 | 0 | 0    |
| Brown Argentina | 3.ª                 | 2025                | 17 | 1 | - | - | - | - | 17 | 1 | 0.06 |
| Brown Argentina | Total club          | Total club          | 53 | 1 | 1 | 0 | - | - | 54 | 1 | 0.02 |
| Quilmes Argentina | 2.ª                 | 2024                | 21 | 0 | 1 | 0 | - | - | 22 | 0 | 0    |
| Quilmes Argentina | Total club          | Total club          | 21 | 0 | 1 | 0 | - | - | 22 | 0 | 0    |
| General Caballero Paraguay | 1.ª                 | 2025                | 2  | 0 | 0 | 0 | - | - | 2  | 0 | 0    |
| General Caballero Paraguay | Total club          | Total club          | 2  | 0 | 0 | 0 | - | - | 2  | 0 | 0    |
| Total en su carrera | Total en su carrera | Total en su carrera | 80 | 1 | 2 | 0 | - | - | 82 | 1 | 0.01 |
| (1) Las copas nacionales se refiere a la Copa Argentina. (2) Las copas internacionales se refiere a la Copa Libertadores y a la Copa Sudamericana. (3) Media de goles por encuentro. No incluye goles en partidos amistosos. |                     |                     |    |   |   |   |   |   |    |   |      |